# Montejo de Tiermes
Montejo de Tiermes település Spanyolországban, Soria tartományban. Montejo de Tiermes San Esteban de Gormaz, Liceras, Carrascosa de Abajo, Caracena, Retortillo de Soria, Campisábalos, Cantalojas és Ayllón községekkel határos. Lakosainak száma 140 fő (2024).

## Népesség
A település népessége az elmúlt években az alábbi módon változott:
| Lakosok száma | 250  | 246  | 233  | 209  | 188  | 180  | 161  | 155  | 141  | 140  |
|               | 2001 | 2004 | 2007 | 2009 | 2012 | 2014 | 2017 | 2019 | 2022 | 2024 |